# Sor Juana Inés de la Cruz (telenovela)
Sor Juana Inés de la Cruz es una telenovela mexicana producida para Telesistema Mexicano,  hoy Televisa en 1962. Ernesto Alonso fue el director. Protagonizada por Amparo Rivelles. La telenovela está basada en la vida de Sor Juana Inés de la Cruz.

## Reparto
- Amparo Rivelles como Sor Juana Inés de la Cruz.
- Guillermo Murray como Fabio de los Sonetos.
- Julio Alemán
- Augusto Benedico como Carlos de Sigüenza y Góngora.
- Ariadna Welter
- Anita Blanch
- Andrea Palma
- Jacqueline Andere
- José Gálvez como Virrey.
- Manuel Calvo
- Luis Bayardo
- Fernando Mendoza
- Armando Calvo
- Emilia Carranza
- Ada Carrasco
- Malena Doria